# گربه استثنائی
گربهٔ استثنایی (انگلیسی: Fantomcat) نام یک انیمیشن سریالی است که در سال‌های ۱۹۹۵ و ۱۹۹۶ برای اولین بار پخش شد. این سریال محصول کشور بریتانیا می‌باشد و در کشورهای مختلفی از جمله استرالیا و ایران پخش شده است.

## فهرست برخی شخصیت‌ها
- دوکِ فانتوم: گربه‌ای شنل پوش که ماسک به صورت می‌زند و با ظلم و بی عدالتی مبارزه می‌کند. این قهرمان، لقب «گربهٔ استثنایی» را برای خود برگزیده است.
- تابیثا: نام یک گربهٔ وحشی مؤنث است. وی کارآگاه است. در برخی نسخه‌های دوبله نام وی را به «پنه لوپه» تغییر داده‌اند.
- مک‌داف: وی موشی ترسو است که گروه کارآگاهان را همراهی می‌کند.
- لیندنبرگ: کبوتری است که عضو گروه کارآگاهان است. وی از ارتفاع بیزار است و به همین دلیل هرگز پرواز نمی‌کند.
- مارماگورا: وی یک عنکبوت غول آسای بیوه و زشت چهره است که شخصیت منفی اصلی این انیمیشن می‌باشد.
- مانیتور: نام یک فضای کهکشانی شرور است.
- عقرب